# 中央公園ファミリープール

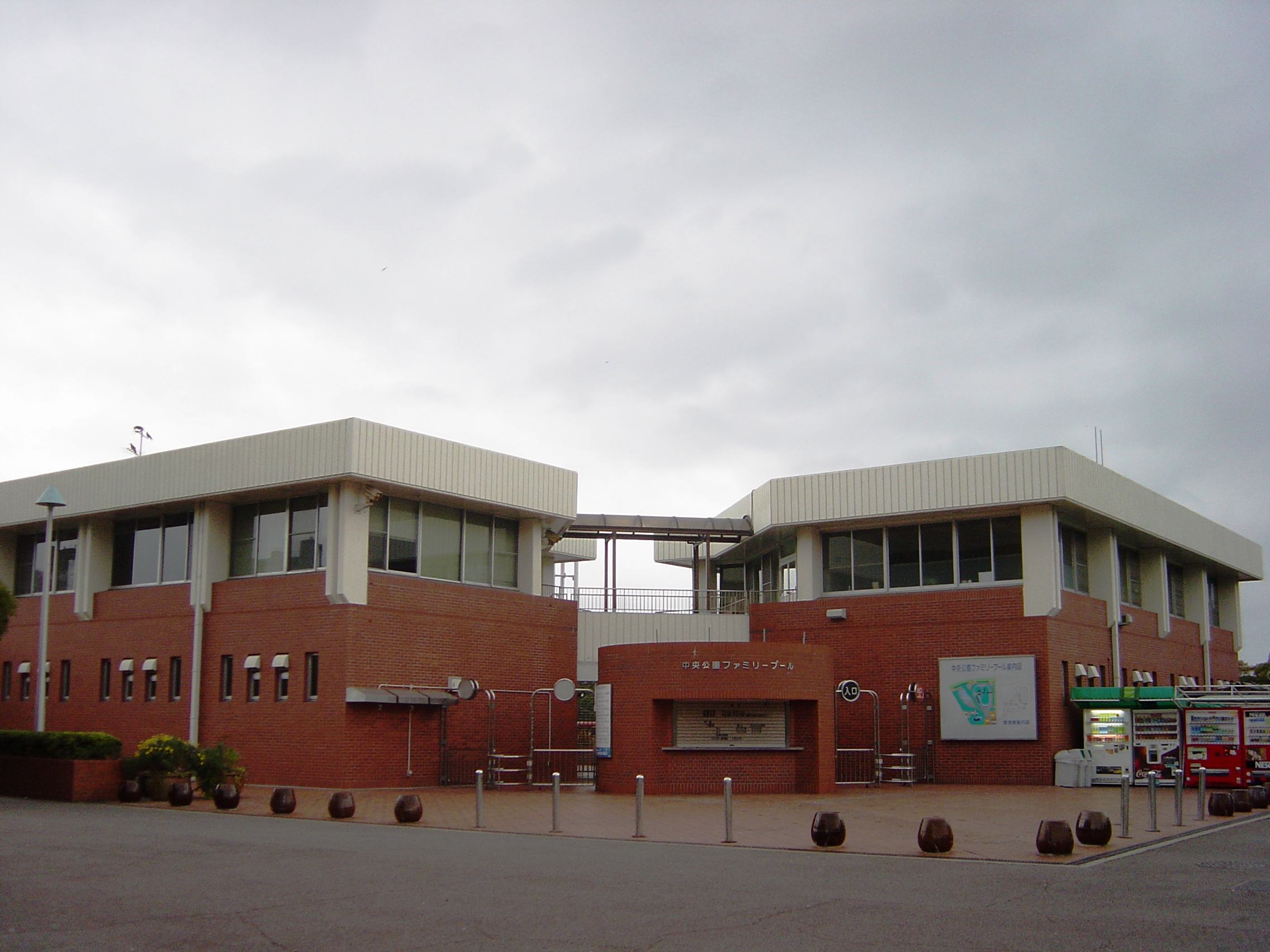
外観（2007年7月）

中央公園ファミリープール（ちゅうおうこうえんファミリープール）は、広島県広島市中区基町にあるプール施設。広島市みどり生きもの協会が管理を行っている。

## 園内
この節の出典。

### プール施設
- 流れるプール - 1周260ｍで、深さは1.1ｍ。
- こどもプール - 深さは25cmから40cm。滑り台があり、小さな子供向け。
- 多目的プール - 50ｍ×25ｍの大きさで、深さは0.8ｍ～1.0ｍ。

### その他の施設
- 更衣室・コインロッカー・シャワー
- 売店（フードショッププールサイド）
- 食堂（キッチンプールサイド）
- うきわコーナー
- 日除けテント・パラソル
- トイレ - 更衣室に1か所、園内に3か所設置されている。

## 歴史
戦災復興のシンボルとして、1979年（昭和54年）に開業。
近年、老朽化に加え、夏のみの営業であることから効率の悪さが指摘され、移転や廃止が検討されてきた。広島市は2022年（令和4年）12月1日に2024年（令和6年）度までに整備の方向性をまとめ、2028年（令和10年）度のリニューアルオープンを目指す考えを示した。リニューアル後は、さまざまな遊びや体験を年間を通して楽しめる施設にする予定で、プールも含まれるという。今後、2026年（令和8年）までプール営業を行った後、工事を開始する予定である。

## 交通アクセス
以下いずれも、下車後、徒歩5分から10分程度。
- アストラムライン（広島高速交通広島新交通1号線）県庁前駅下車。
- 広島電鉄本線原爆ドーム前停留場下車。
- 「紙屋町」「県庁前」「広島バスセンター」「原爆ドーム前」バス停下車。